# مرغ پوپی کوچک
مرغ پوپی کوچک(نام علمی: Anthochaera chrysoptera) نام یک گونه از سرده مرغ پوپی است.